# Кириккудицька сільська адміністрація
Кириккуди́цька сільська адміністрація (каз. Қырыққұдық ауылдық әкімдігі, рос. Кырыккудыкская сельская администрация) — адміністративна одиниця у складі Степногорської міської адміністрації Акмолинської області Казахстану. Адміністративний центр та єдиний населений пункт — село Кириккудик.
Населення — 631 особа (2021; 567 у 2009, 888 у 1999, 1365 у 1989).
Станом на 1989 рік існувала Черняховська сільська рада (села Баскудик, Черняховське) колишнього Селетінського району, станом на 1999 рік — Черняковський сільський округ. 1997 року, після ліквідації Селетінського району, округ відійшов до складу Аккольського району. Село Баскудук було ліквідовано 2001 року. 2013 року сільський округ передано до складу Степногорської міської адміністрації, після передачі перетворено в Кириккудицьку сільську адміністрацію.

## Склад
До складу адміністрації входять такі населені пункти:
| Населений пункт  | Старі назви               | Населення, осіб (1989) | Населення, осіб (1999) | Населення, осіб (2009) | Населення, осіб (2021) |
| ---------------- | ------------------------- | ---------------------- | ---------------------- | ---------------------- | ---------------------- |
| Баскудук, село   | Баскудик                  | 124                    | 0                      | -                      | -                      |
| Кириккудик, село | Черняховське, Кирик-Кудик | 1241                   | 888                    | 567                    | 631                    |